# Фукидид (сын Мелесия)
Фукиди́д, сын Мелесия (др.-греч. Θουκυδίδης) — афинский государственный деятель V века до н. э., главный политический противник Перикла.
Был зятем знаменитого полководца и государственного деятеля Древних Афин Кимона. После смерти последнего в 450 году до н. э. стал лидером т. н. «аристократической партии», которая противостояла амбициям Перикла. В этом статусе Фукидид создал гетерию, которая вскоре стала влиятельной силой в государстве. Фукидиду даже удалось добиться непереизбрания Перикла стратегом. Перикл, в свою очередь, инициировал проведение остракофории, на которой Фукидида изгнали из Афин.
Десятилетний срок изгнания Фукидид предположительно провёл в Фуриях в южной Италии, после чего вернулся в родной город. Историки отмечают, что окончание остракизма Фукидида совпадает с временем, когда у Перикла возникли серьёзные проблемы в Афинах. Одновременно было начато преследование трёх ближайших к первому гражданину города людей. Непосредственным обвинителем одного из них — философа Анаксагора — стал Фукидид.
По одной из версий, является дедом знаменитого историка Фукидида.

## Биография

### Происхождение. Противостояние с Периклом
Родился в городском деме Алопека аттической филы Антиохида около 500 года до н. э. Его отцом был знаменитый учитель борьбы Мелесий, которого несколько раз упомянул в своих одах Пиндар. В античных источниках Фукидида называли мужем сестры или дочери наиболее влиятельного афинского политика 460-х годов до н. э. знаменитого полководца Кимона.
После смерти своего тестя или шурина Кимона в 450 году до н. э. в ходе осады Кития Фукидид стал лидером «аристократической партии». В этой роли он противостоял Периклу и возглавляемой им «партии демократов». К Фукидиду примкнули недовольные аристократы и состоятельные граждане. Созданная им гетерия стала влиятельной силой в Афинах. Плутарх так описывает организаторские способности Фукидида: «Оставаясь в городе и ведя борьбу с Периклом на трибуне, он скоро восстановил равновесие между приверженцами различных взглядов. Он не дозволил так называемым „прекрасным и хорошим“ рассеиваться и смешиваться с народом, как прежде, когда блеск их значения затмевался толпою; он отделил их, собрал в одно место; их общая сила приобрела значительный вес и склонила чашу весов».
Фукидид опирался только на аристократию — слабеющую, уходящую в прошлое социальную группу, Перикл же выступал выразителем интересов всего демоса. Одновременно антиковеды видят существенные различия в методах внутриполитической борьбы Фукидида и Перикла. Политические вопросы в созданной Фукидидом гетерии обсуждали на симпосиях и частных встречах, а затем принятые решения отстаивали на Народном собрании и в других органах власти Древних Афин. Перикл действовал противоположными методами. Он позиционировал себя человеком, для которого дружеские и родственные связи не имеют никакого значения в государственных делах. На первом плане для него, во всяком случае внешне, стояли законность и государственные интересы.
Стычки между Периклом и Фукидидом происходили регулярно, и чаще выигрывал Перикл. Плутарх передаёт шутку Фукидида относительно красноречия Перикла:
Однажды спартанский царь Архидам спросил его, кто искуснее в борьбе, он или Перикл. „Когда я в борьбе повалю его, — отвечал Фукидид, — то он говорит, что не упал, чрез это оказывается победителем и убеждает в этом тех, которые это видели“
Противоречия между сторонниками демократии во главе с Периклом и аристократической гетерии Фукидида касались внешней политики, взаимоотношений с подконтрольными Афинам членами морского союза и строительной программы. Разногласия по этим направлениям переплетались друг с другом и формировали запутанные клубки противоречий. Строительная программа Перикла, благодаря которой были созданы Парфенон и другие знаменитые постройки Афинского Акрополя, имела внутренний политический контекст. Она обеспечила работой, за которую хорошо платили, беднейших афинских граждан. Средства брали из фороса. Этот налог изначально был создан для покрытия военных расходов. Его платили те полисы, которые входили в Первый Афинский морской союз и перепоручали свою безопасность более сильным Афинам. Враги Перикла во главе с Фукидидом считали строительную программу бесмыссленной растратой городской казны и грабежом союзников, которые по своей сути и оплачивали строительство. Демос, которого сложившаяся ситуация полностью устраивала, по большей части не воспринимал критику перестройки Акрополя партии Фукидида всерьёз. Перикл не считал обустройство города из налогов членов морского союза чем-то зазорным. Он указывал, что деньги принадлежат не тем, кто их даёт, а тем, кто получает. Члены союза находятся в безопасности, и, соответственно, Афины выполняют взятые на себя обязательства.
В одном из античных источников — «Жизнеописании Фукидида» — содержатся сведения о победе лидера аристократической партии над Периклом. Согласно реконструкции антиковедов на основании информации из данного источника, за год до изгнания Фукидида Перикл не был переизбран стратегом. Власть в городе перешла к аристократической партии во главе с Фукидидом. В это время в Афинах продолжалась ожесточённая борьба между двумя партиями по вопросу о создании колонии Фурии в южной Италии. Жители Сибариса после разрушения их города кротонцами были вынуждены заново отстраивать свои поселения. Уцелевшие сибариты трижды пытались вновь заселить город, но их попытки терпели неудачу. Тогда они обратились за помощью в Спарту и Афины. Спартанцы ответили им отказом, а Афины отправили на помощь сибаритам десять кораблей во главе со знаменитым прорицателем Лампоном и Ксенокритом. Оба относились к близкому кругу друзей Перикла. Вскоре события приняли неожиданный поворот. Афинские переселенцы обратились за помощью к эллинам из других городов. Прибывшие вскоре пелопоннесцы избрали своим ойкистом Дионисия Халка. Они решили, что город следует восстанавливать не на месте разрушенного Сибариса, а рядом. Новое поселение получило название Фурии. Затем произошёл конфликт между сибаритами и переселенцами из Греции. Дело закончилось тем, что сибариты были частично перебиты, частично изгнаны из Фурий и основали Сибарис на Трэисе. Власть в Фуриях стала носить характер олигархии.
Этот вопрос стал одним из пунктов противостояния между Периклом и Фукидидом. Перикл отстаивал исключительно интересы своего родного города. Создание колонии Афин в Италии было вторжением в область интересов Спарты и являлось частью общей политики экспансионизма Перикла. Фукидид считал, что новая колония должна стать не на словах, а на деле панэллинской, то есть строиться на принципах равноправия между переселенцами из различных уголков Эллады. Т. Уэйд-Гири считал, что идея помочь сибаритам изначально принадлежала Фукидиду, а Перикл перехватил инициативу в реализации этого проекта. Однако в конечном итоге замысел Перикла провалился. Фукидид, согласно анонимному «Жизнеописанию», за год до изгнания из Афин посетил Фурии. Власть в городе стала принадлежать аристократам, Фурии разделили на 10 фил, дав им название по племенному составу: Аркадия, Ахайя, Эвбея, Беотия, Элея, Афиния, Дорида и другие. Афиняне таким образом потеряли лидирующее положение в городе. Согласно «Жизнеописанию Фукидида», один из афинских ойкистов Фурий прорицатель Лампон предсказал политику изгнание из Афин, а другой Ксенокрит возбудил против него судебное преследование.
Многие аспекты деятельности Фукидида и возглавляемой им гетерии остаются неизвестными. Так, историки ничего не могут сказать об отношении Фукидида и его партии к Спарте, заключению мира с персами. Идеологические основы олигархической оппозиции известны из псевдоксенофонтова памфлета «Афинская полития». Неизвестный автор упрекает демократов за грубость, жадность, невежество. «Народ хочет получать деньги и за бег, и за танцы, и за плавание на кораблях, чтобы и самому иметь прибыль, и чтобы богатые становились беднее». Одновременно народ поручает важные должности благородным, так как только они обладают необходимыми для выполнения ответственных заданий качествами. По мнению олигархов, народ следовало держать в повиновении, не только закрыть ему доступ к занятию высоких должностей, но и запретить Народные собрания.

### Остракизм Фукидида
Противостояние между Периклом и Фукидидом шло не на равных. К 450-му году, когда умер Кимон, Перикл уже был влиятельным политиком. Он не стал дожидаться, когда силы сторон уравняются. В 444 или 443 году до н. э. Перикл инициировал проведение остракофории, на которой Фукидида изгнали из Афин. Эти годы антиковеды считают наиболее вероятными датами остракизма Фукидида. Историки П. Кренц, Г. Маттингли считают, что событие могло произойти и позже, в 438—436 годах до н. э. Также в литературе встречаются даты 445 и 442 годы до н. э. У Аристофана в комедии «Осы» есть свидетельство того, что во время какого-то суда или остракофории, когда Фукидид отчётливо осознал опасность изгнания, с политиком случился нервный срыв: «Что было на суде и с Фукидидом раз: / Внезапно в челюсти ударил паралич». Данные эпиграфики дополняют информацию об остракофории Фукидида. Согласно сохранившимся остраконам Перикл с Фукидидом были не единственными реальными кандидатами на изгнание. Так на 2006 год было известно о 67 остраконах с именем Фукидида и о более сотни с именем Клеиппида. Чем провинился Клеиппид, что за него было подано столь большее количество голосов, неизвестно.
Остракизм Фукидида стал несомненной победой Перикла. Плутарх писал, что «после падения Фукидида и изгнания его остракизмом он [Перикл] не менее пятнадцати лет обладал непрерывной, единоличной властью, хотя должность стратега даётся на один год». Этот отрывок профессор историк Т. Уэйд-Гири трактует как указание на занятие Периклом непрерывно 15 раз подряд должности стратега.
По мнению современных антиковедов, возможным местом, где Фукидид провёл время изгнания, стали Фурии. В этот период у Перикла не было больших внутриполитических проблем. Вероятно, гетерия Фукидида, ощущая свою слабость, перешла в «спящее» состояние. Фукидид поддерживал контакты со своими сторонниками. Его партия сохранила структуру и готовилась к реваншу. Утверждение позднеантичного анонимного автора «Жизнеописания Фукидида», в котором переплетаются сведения о разных людях по имени Фукидид, что после остракизма «он поселился на Эгине, где написал свою „Историю“ и проявил редкое корыстолюбие, занимаясь ростовщичеством», историки не воспринимают всерьёз. Данный пассаж содержит несколько ошибок. Историк Фукидид никогда не подвергался остракизму. Политик Фукидид не писал исторических трудов, да и образ ростовщика не соответствует его репутации в античной традиции.

### После остракизма
Историки отмечают, что у Перикла по истечении срока изгнания Фукидида возникли серьёзные внутриполитические проблемы. Практически одновременно под удар попали три весьма близких ему человека: Аспасия, от которой у него родился сын, друзья стратега знаменитые скульптор Фидий и философ Анаксагор. По свидетельству Диогена Лаэртского, который цитирует Сатира Перипатетика, Анаксагора за нечестие и «персидскую измену» привлёк к суду Фукидид. Возможно, имел место кратковременный ситуативный политический союз между Фукидидом и лидером партии радикальных демократов Клеоном. Данные о суде и преследовании Анаксагора в античных источниках разнятся. Согласно Плутарху, Перикл помог Анаксагору бежать до суда, а согласно Диогену Лаэртскому — философа заочно приговорили к смерти. Эти три процесса поколебали авторитет первого гражданина Афин.
Начавшаяся вскоре Пелопоннесская война со Спартой нарушила планы олигархической партии. Перикла, которого общество считало одним из виновников войны, сместили и присудили к выплате большого штрафа. Однако вскоре, на фоне военных неудач, афиняне вернули ему пост стратега. Расчёт Перикла на то, что «во время великих событий и опасностей вверят отечество ему одному», полностью оправдался. Однако вскоре Перикл умер во время разразившейся в Афинах эпидемии чумы. Обстоятельства смерти Фукидида неизвестны. На момент возвращения из изгнания он уже был пожилым человеком около 60 лет. Также дряхлого старика Фукидида упоминает Аристофан в «Ахарнянах». На момент постановки этой комедии Фукидиду могло быть около 75 лет.

## Потомки
Одним из собеседников Сократа в диалоге Платона «Лахет» выступает Мелесий, сын Фукидида, названный так в честь деда. Он вошёл в историю как один из участников олигархического «переворота Четырёхсот» 411 года до н. э. Сын этого Мелесия, названный в честь деда Фукидидом, также упомянут у Платона. В диалоге «Феаг» он представлен заносчивым и заурядным человеком, ничем не похожим на своего знаменитого предка: «А ведь я слышал, Сократ, что Фукидид заносится перед тобою и бранит тебя, словно он что-то собой представляет».
Кроме Мелесия, который дискутирует с Сократом, Платон упоминает ещё одного сына Фукидида Стефана. Имя секретаря Народного собрания Стефана, сына Фукидида, встречается и у Афинея. Со слов Платона, Фукидид дал детям отличное образование, они стали лучшими афинскими борцами, так как их учителями были самые знаменитые спортсмены Эллады. При этом он не смог обучить их добродетели, сделать достойными людьми.
Т. Уэйд-Гири считает, что у Фукидида, кроме двух сыновей, была ещё и дочь Гегесипила, которую выдали замуж за Олора. Их сын, которого назвали в честь деда, стал известным историком, автором знаменитой «Истории» Пелопоннесской войны.

## Оценки личности. Роль в истории
Платон поставил Фукидида в один ряд с такими выдающимися афинскими политиками как Фемистокл, Аристид и Перикл. Аристотель в «Афинской политии» дал Фукидиду весьма лестную характеристику: «Самыми лучшими из политических деятелей в Афинах после деятелей старого времени, по-видимому, являются Никий, Фукидид и Ферамен. При этом относительно Никия и Фукидида почти все согласно признают, что это были не только „прекрасные и добрые“, но и опытные в государственных делах, отечески относившиеся ко всему государству». Такая характеристика консервативного политика, опирающегося на аристократию, выглядит достаточно нетривиальной. Противоположная оценка Фукидида как «человека дурного нрава и олигархически настроенного» присутствует в античной схолии к трудам Элия Аристида.
Плутарх подчёркивает экстраординарные организаторские качества и ораторский талант Фукидида. Согласно его трудам Фукидид был идейным вдохновителем и выразителем мнения оппозиции к Периклу, представлял реальную угрозу для первого гражданина Афин. Изгнание Фукидида стало поворотной точкой в жизни Перикла и становлении Афин. Не имея достойного соперника, Перикл смог беспрепятственно реализовывать свою экспансионистскую политику, единолично определять путь развития государства.
Хоть Фукидиду и не удалось победить своего главного политического оппонента, отстоять интересы аристократии и не допустить войны со Спартой, созданная им гетерия повлияла на дальнейшую историю Эллады. С именем Фукидида связано изменение стратегии противодействия аристократии демосу. Она начала носить характер организованного движения, целью которого впоследствии стало свержение демократии. Гетерию Фукидида рассматривают не только в качестве промежуточного звена между старой аристократией Аристида и Кимона и режимом «тирании Четырёхсот», лидеры которой некогда входили в гетерию Фукидида, но и прообразом политических партий будущего.